# Cheirogaleus major
Lêmure-anão-grande (Cheirogaleus major) é uma espécie de lêmure da família Cheirogaleidae. Endêmica de Madagascar, pode ser encontrada de Andohahela, no sul, até a região de Sambava, no norte.
Entre 2000 e 2009, as populações nas áreas de Tamatave, Tampira, Mahambo, Ancaya, Ambodivoangy, e Fesi Malendo foram classificadas como uma espécie distinta, Cheirogaleus ravus, com base nas características morfológicas. Entretanto, em 2009, Groeneveld e colaboradores demonstraram geneticamente que C. ravus deve ser considerado com um sinônimo de C. major.